# بدايون
بَدَايُون (بالهندستانية: بدایوں) مدينة ومقر في عمالة بدايون،  ولاية أتر برديش، الهند. تقع بالقرب من نهر الغانج  في وسط ولاية أتر برديش الغربية. كانت بدايون عاصمة سلطنة دلهي لمدة أربع سنوات من 1210 م إلى 1214 م خلال حكم السلطان التتمش. كان أهم موقع على الحدود الشمالية في عهد مغول الهند. بدايون سوق كبير ومشهور تاريخياً ومدينة ذات أهمية دينية. إنه قلب روهيلخاند. بدايون هو 229 كم من نيودلهي ويستغرق الوصول إلى المدينة حوالي 5 إلى 7 ساعات اعتمادًا على وسيلة النقل، أي خدمة حافلات السيارة أو الطرق. البلدة بالقرب من الضفة اليسرى لنهر سوت .

## علم أصل الكلمة وعلم الآثار
أشار Goti John إلى أن هذه المدينة كانت تسمى Bedamooth في نقش قديم يعتمد على النصوص الحجرية في متحف لكناو. في وقت لاحق سميت هذه الناحية بانشال. وفقًا للخطوط الموجودة على النصوص الحجرية، كانت هناك قرية بهاداونلاك بالقرب من المدينة. قال المؤرخ المسلم روز خان لودي إنه في أشوكا العظيم بنى بوذا فيهار وقويلا . أطلق عليها اسم BuddhMau ( قلعة بدايون ). وفقًا لجورج سميث، سُمي بدايون على اسم أمير الأحير بوذا.
علم الآثار الحديث - على الرغم من أنها مدينة قديمة وغنية بالآثار إلا أنها لا تحظى بأهمية أكبر من حيث علم الآثار. في الآونة الأخيرة، في قرية بدايون المعروفة بقرية خيدا جلالبور.
شظايا من أصنام المعابد الهندوسية، تم انتشال الطوب القديم من تل تلك القرية. وفقًا لـ ASI، تنتمي هذه البقايا إلى فترة ما بعد جوبتا (القرنين السابع والثامن)، والتي ترتبط بفترة حوالي 1300-1400 عام قبل اليوم.

## تاريخ
وفقا ل (منطقة بدايون الحكومية. من قصص أتر برديش)، سُمي بدايون على اسم أمير بوذا. التقليد المحلي فيما يتعلق بهذه المدينة هو أنها تأسست عام 905 م على يد أمير الأحير اسمه بودا. وبعد من سميت بدايون. وهناك نقش، ربما يعود إلى القرن الثاني عشر، يعطي قائمة باثني عشر ملكًا من راثور الذين حكموا في بدايون ثم دعت فودامايوتا. تم غزو كانوج بعد 1085 من قبل محمود، ابن السلطان الغزنوي، وطرد زعيم راشتراكتا. ثم نقل رئيس راشتراكتا عاصمتهم إلى فودامايوتا، حيث حكموا حتى غزاها قطب الدين أيبك .

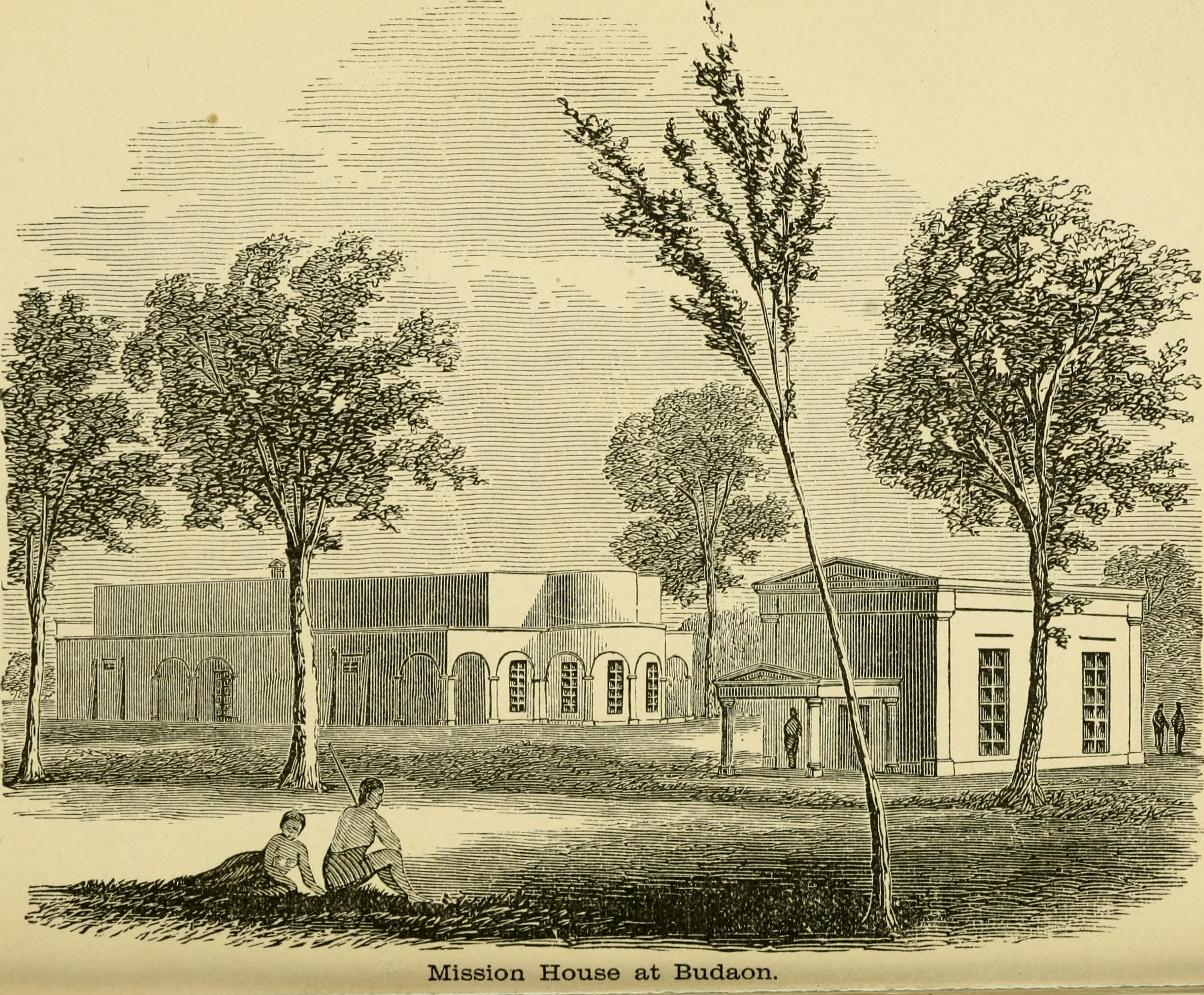
بيت الإرسالية للكنيسة الأسقفية الميثودية في بدايون (1895)

ومع ذلك، كان أول حدث تاريخي أصيل مرتبط بها هو الاستيلاء عليها من قبل قطب الدين أيبك في عام 1196، وبعد ذلك أصبحت موقعًا مهمًا للغاية على الحدود الشمالية لإمبراطورية دلهي . في عام 1223 تم بناء مسجد كبير الحجم متوج بقبة. في القرن الثالث عشر، تولى اثنان من حكامها، شمس الدين التتمش، باني المسجد المشار إليه أعلاه، وابنه ركن الدين فيروز، العرش الإمبراطوري. في عام 1571 أحرقت المدينة، وبعد حوالي مائة عام، في عهد شاهجهان، تم نقل مقر الحاكم إلى ساهاسبور بيلاري. تنازل نواب عودا عن بدايون ومنطقتها للحكومة البريطانية عام 1801.
في عام 1911، كانت بودا مدينة ومنطقة تابعة للهند البريطانية، في مقاطعة روهيلخاند في المقاطعات المتحدة . في ذلك الوقت، أبقت البعثة الميثودية الأمريكية على العديد من مدارس البنات وكانت هناك مدرسة ثانوية للبنين.

## التركيبة السكانية
| Religions in Budaun City (2011) | Religions in Budaun City (2011) | Religions in Budaun City (2011) | Religions in Budaun City (2011) | Religions in Budaun City (2011) |
| ------------------------------- | ------------------------------- | ------------------------------- | ------------------------------- | ------------------------------- |
| Religion                        | Religion                        |                                 | Percent                         | Percent                         |
| الهندوسية                       | الهندوسية                       |                                 | 55.15%                          | 55.15%                          |
| الإسلام                         | الإسلام                         |                                 | 43.94%                          | 43.94%                          |
| المسيحية                        | المسيحية                        |                                 | 0.62%                           | 0.62%                           |
| السيخية                         | السيخية                         |                                 | 0.21%                           | 0.21%                           |
| Others†                         | Others†                         |                                 | 0.08%                           | 0.08%                           |
| Distribution of religions       |                                 |                                 |                                 |                                 |

اعتبارًا من تعداد 2011 ، كان عدد سكان مدينة بوداون 159221 (83.475 ذكر 75746 أنثى = 1000/907) ، 39613 (12.3٪) منهم تتراوح أعمارهم بين 0-6. بلغ معدل معرفة القراءة والكتابة لدى الكبار 73.٪. اللغة المستخدمة على نطاق واسع في المدينة هي الهندية والعودا.

## السياحة
تعتبر بوداون ذات أهمية دينية هائلة بين الهندوس والمسلمين على حد سواء. للوهلة الأولى ، مع شوارعها الترابية وشوارعها الهادئة ، لا تبدو أكثر من مدينة صغيرة منعزلة. ولكن هناك العديد من الآثار والآثار التي تكشف عن العديد من الأساطير من ماضيها. من خلال إضفاء سحر الحنين إلى الماضي ، ينقل بدايون الزائرين إلى عصر الحكام الأقوياء والقديسين الصوفيين الصوفيين مثل نظام الدين أولياء - وهو قديس صوفي. إضافة إلى جاذبيتها هناك هالة من الروحانيات في جميع أنحاء المدينة. بدايون هي موطن لعدد من الآثار التي يمكن إرجاعها إلى عصر مغول الهند. تعد قلعة بوداون وبرج الساعة الأيقوني غانتا غار من بين المعالم السياحية البارزة ، وكذلك مقابر الحكام مثل التتمش وعلاء الدين علم شاه، الذي كان آخر حكام سلالة السيد. يعد المسجد الجامع الذي يعود إلى القرن الثالث عشر، والذي بناه التتمش وقدري دارجة، من بين الأضرحة الشعبية في بدايون.

## مشاهير
- عبد القادر البدايوني
- Abdul Hamid Qadri Badayuni
- Ada Jafri
- Ale Ahmad Suroor
- Alhaj Shamim Uddin
- بيغم عابدة أحمد  [لغات أخرى]‏
- Bekhud Badayuni
- Dilawar Figar
- Fani Badayuni
- Ghulam Mustafa Khan المطرب الكلاسيكي الهندوستاني
- شمس الدين التتمش
- Inayat Hussain Khan
- Iqbal Hussain Khan Bandanawazi
- عصمت جغاتي
- Jeelani Bano
- Moulvi Fakhrey Alam
- Mahesh Chandra Gupta
- ضياء الدين النخشبي
- Nissar Hussain Khan
- نظام الدين أولياء - القديس الصوفي
- Rashid Khan
- رضية سلطانة
- ركن الدين فيروز شاه بن التتمش
- Shabnam Romani
- Shakeel Badayuni
- Zamir Ali Badayuni

## أنظر أيضا
- بادايوني
- كلية الطب الحكومية، بدايون
- بانشالا
- سوثا
- شيام ناجار
- الخطوط المدنية، بدايون
- الجامع الكبير، بدايون